# Laxenecera francoisi
Laxenecera francoisi là một loài ruồi trong họ Asilidae. Laxenecera francoisi được Oldroyd miêu tả năm 1970. Loài này phân bố ở vùng nhiệt đới châu Phi.